# Weihern (Wörth an der Donau)
Weihern (bairisch: Weiern) ist ein Dorf und Ortsteil der Oberpfälzer Stadt Wörth an der Donau im Landkreis Regensburg in Bayern.

## Geografische Lage
Der Ortsteil Weihern liegt sechs Kilometer nordöstlich von Wörth im Falkensteiner Vorwald. Die Ortschaft befindet sich in einem großen Talkessel umgeben von bewaldeten Bergen: Ochsenberg (607 m), Weiherlänge (665 m), Gscheitberg (579 m) und Hohenstein (638 m). Unmittelbar nördlich beginnt der Landkreis Cham, nordöstlich der Landkreis Straubing-Bogen und somit der Regierungsbezirk Niederbayern.

## Geschichte

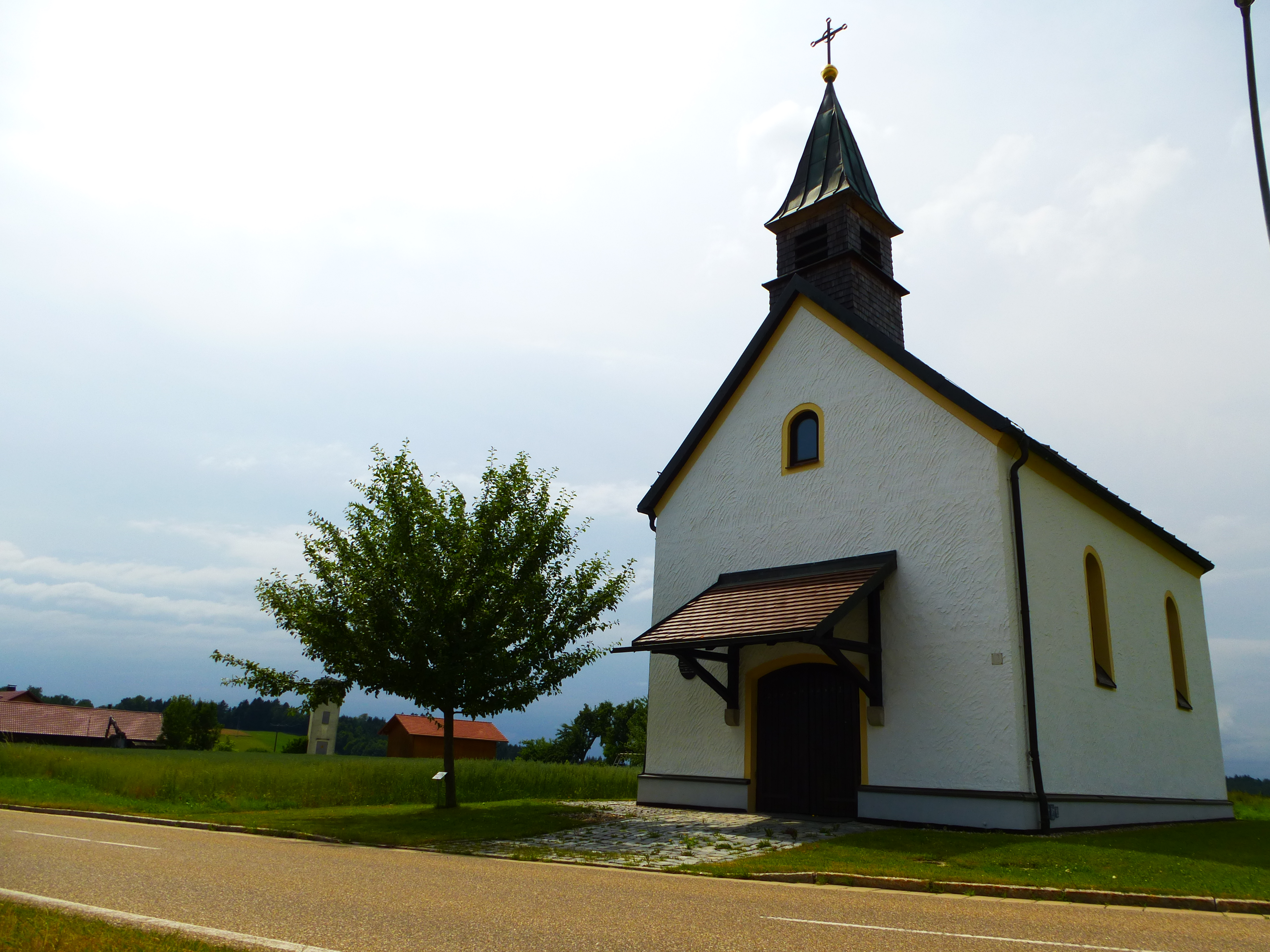
Katholische Nebenkirche Mariä Namen, Weihern

Der Ortsname leitet sich von Siedlung bei den Weihern ab. Im Ort befinden sich mehrere Weiher, der Größte davon (3 ha) dürfte seit alters her bestehen. Die Ortschaft ist wie Hungersacker in einer Rodungsinsel entstanden. Die klösterlichen Rodungs- und Siedlungswellen waren etwa um das Jahr 900 abgeschlossen. Zu dieser Zeit dürfte Weihern entstanden sein; geschichtliche Nachweise hierfür fehlen. Ob Marquard von Weihern (Marcuuardus de Uuieri), der im Schenkungsbuch des Klosters St. Emmeram während der Amtszeit des Abts Rupert (1068–1095) hierher einzuordnen ist oder zu den an der Mangfall ansässigen Herren von Weyern ist nicht abschließend geklärt. Für beide Theorien gibt es schlüssige Argumente. 1384 wird Weihern erstmals in einem Buch des Hochstiftes Regensburg mit Aufzeichnungen über dortige Besitztümer erwähnt. Weihern gehörte ursprünglich zur Reichsherrschaft Wörth und unterstand dem dortigen Herrschaftsgericht. Im Mittelalter bis ins 19. Jahrhundert gehörten die Orte Weihern und Hornau jedoch zur Herrschaft Wiesenfelden und dem Landgericht Mitterfels.
Im Jahr 1818 erhielt das Königreich Bayern eine Verfassung. Diese regelte auch die Gliederung der Gemeinden und Bezirke. Damals wurde die Gemeinde Weihern mit dem Weiler Hornau gegründet. In den Jahren 1818 bis 1850 befand sich Weihern im Zuständigkeitsbereich des Landgerichts Regenstauf, anschließend kam es wieder in den Bereich des Landgerichts Wörth. Wiederholt gab es Versuche die Gemeinden Hungersacker und Weihern zu einer Gemeinde zu vereinen. Das Vorhaben scheiterte am Widerstand beider Gemeinden.
1932 und 1933 gab es weitere Vorstöße seitens des Regensburger Bezirksamtes. Jedoch lehnten beide Gemeinden wieder ab. Hungersacker war überdies an Fläche, Einwohnern und Steuerkraft der Gemeinde Weihern überlegen (Zahlen von 1908).
Hungersacker 635,88 ha Fläche / 132 Einwohner
Weihern 204,67 ha Fläche / 103 Einwohner
Der letzte Bürgermeister der Gemeinde Weihern war Xaver Laumer aus Hungersacker (1966–1971).

### Einwohnerentwicklung
Im Jahr 1970 betrug die Bevölkerungszahl im Dorf Weihern 64 Einwohner, 1987 waren es 74 Einwohner. Die Summe der Einwohnerzahlen aller Ortsteile der ehemaligen Gemeinde Weihern (Hafnerhof, Hinterzirnberg, Hungersacker, Oberelend, Piehl, Unterelend, Vorderzirnberg, Hornau und Weihern) betrug im Jahr 1970 194 Einwohner, im Jahr 2020 zählte man 226 Einwohner.

### Schule
1928 wurde in Weihern für die damaligen Gemeinden Hungersacker, Wachsenberg und Weihern durch Initiative des Bürgers Johann Soller ein Schulhaus mit Lehrerwohnhaus errichtet. Vorher war die Schule für diese Orte in Hofdorf. Die einklassige Schule wurde im Rahmen der bayerischen Schulreform von 1967 aufgelöst und die Schüler werden seitdem in Wörth an der Donau unterrichtet.

## Gebietsreform
Unter dem Einfluss der amerikanischen Militärregierung wurde am 11. Juli 1945 die Zusammenlegung der Gemeinden Hungersacker und Weihern zur Gemeinde Weihern beschlossen.
Seit der Gebietsreform vom 1. April 1971 gehört Weihern als Ortsteil zur Stadt Wörth an der Donau.

## Kultur und Sehenswürdigkeiten
Den Ortsmittelpunkt bildet die Kirche, ein ehemaliges Forsthaus sowie die ehemalige Schule.

### Kirche
Erst im Jahr 1933 wurde in Weihern, auch auf Initiative des Bürgers Johann Soller (1888–1961), die römisch-katholische Nebenkirche Mariä Namen der Pfarrei Pondorf, Expositur Hofdorf im Bistum Regensburg errichtet; sie wurde am 24. September 1933 durch Monsignore Pohl aus Regensburg eingeweiht. Baumeister war Georg Weikl aus Wörth, als Architekt wirkte Max Wittmann aus Schwabelweis. Die Kirche hat einen giebelständigen Saalbau mit abgewalmten Satteldach und verschindelten Dachreiter, im Turm befinden sich zwei Glocken, der Altar ist nach barocken Stilformen gestaltet. In der Mitte des Altars befindet sich die Patronin der Kirche, eine Muttergottes-Statue, die 1993 restauriert wurde, links und rechts davon Darstellungen der Heiligen Josef und Sebastian, die von einem Kloster gestiftet wurden. Die farbigen Fenster der Kirche zeigen das Herz Jesu und Maria sowie die Heiligen Leonhard, Wolfgang und Florian. 1973 erfolgte die erste größere Renovierung der Kirche, in den Jahren 1979 und 1983 wurde eine neue Beleuchtung und ein elektrisches Geläut eingebaut, überdies wurde innen und außen renoviert. 1984 wurde das 50-jährige Bestehen der Kirche gefeiert. 2001 wurde eine Orgel angeschafft, im Jahr 2007 erhielt der Turm ein Schindeldach und das Gotteshaus wurde wiederum innen und außen renoviert. Für Johann Soller wurde 2009 in der Kirche eine Gedenktafel angebracht.
Vorgeschichte
Bereits im Jahr 1884 stellten Weiherer Bürger beim Bischof in Regensburg den Antrag eine Kirche errichten zu dürfen. Ein erneuter Versuch wurde 1908 abgelehnt. 1931 erfolgte schließlich die Zusage des bischöflichen Ordinariats. Es wurde ein Kirchenbauverein mit Johann Soller an der Spitze gegründet. Soller finanzierte aus eigenen Mitteln das Grundstück und wurde sowohl von den Bürgern Hungersackers wie auch Weiherns durch Spenden und Frondienste unterstützt.

### Alle Baudenkmäler
Siehe auch: Liste der Baudenkmäler in Weihern (Wörth an der Donau)

### Vereine
Im Jahr 1896 wurde die Freiwillige Feuerwehr Hungersacker-Weihern gegründet. Sie sorgt für den Brandschutz und die allgemeine Hilfe. Das Feuerwehrhaus für die Wehr der beiden Dörfer wurde in der zwei Kilometer entfernten Nachbarortschaft Hungersacker erbaut.

### Regelmäßige Veranstaltungen
- Jeweils am 1. Mai des Jahres findet ein Maibaumaufstellen statt.
- Jährlich findet eine Sonnwendfeier und ein Gartenfest der Freiwilligen Feuerwehr statt.

## Freizeit
In Weihern gibt es einige Karpfenweiher, die im Sommer zum Angeln und Baden einladen. Im Winter, bei entsprechender Witterung, bieten sie die Möglichkeit zum Wintersport wie Schlittschuhlaufen und Eisstockschießen.

## Wirtschaft und Infrastruktur
In Weihern sind acht Gewerbetreibende angemeldet. (Stand 2008)
Durch den Ort führt die Kreisstraße R 7 Richtung Wiesenfelden. Der nächste Anschluss an das Bundesfernstraßennetz liegt mit der Auf- und Abfahrt Nr. 104b „Wörth an der Donau-Ost“ im sechs Kilometer entfernten Wörth an die Bundesautobahn 3.

## Gemarkung
Zur Gemarkung Weihern zählen die Ortsteile Hornau und Weihern.